# Allister Coetzee
Pour les articles homonymes, voir Coetzee.

a Compétitions nationales et continentales officielles uniquement.

Allister Coetzee, né le 23 mai 1963 à Grahamstown, est un entraîneur de rugby à XV. D'avril 2016 à février 2018, il est à la tête de l'équipe d'Afrique du Sud de rugby à XV.

## Carrière de joueur
Il joue demi de mêlée pour l'équipe de la SARU avant la fin de l'apartheid,. Il est sélectionné pour les Springboks en junior en 1992 et représente l'Eastern Province entre 1992 et 1996.

## Carrière d'entraîneur
Après avoir mis un terme à sa carrière, il devient entraîneur adjoint de son dernier club l'Eastern Province. En 1998, il est nommé team manager des Sharks avant d'en devenir entraîneur adjoint en 2000. En 1998, il entraîne une première fois l'équipe d'Afrique du Sud A, appelée Junior Springboks.
En 2000, il prend en charge l'équipe d'Afrique du Sud des moins de 23 ans qu'il mène à la victoire de la Coupe d'Afrique 2000. Durant cette année, il intègre le staff d'Harry Viljoen à la tête des Springboks, et mène de nouveau l'équipe d'Afrique du Sud A.
En 2001, il devient head coach des Mighty Elephants, le premier entraîneur de couleur de la franchise,,. Il reste à ce poste avant de devenir assistant, responsable des lignes arrières, pour les Springboks pendant la période d'entraînement de Jake White entre 2004 et 2007. L'équipe gagne la Coupe du monde en 2007.
Il est également entraîneur des arrières des Cats de 2005 à 2006, puis des Stormers de 2008 à 2009.
Coetzee est nommé à la tête des Stormers du Cap en 2010. Il y reste jusqu'en 2015, date à laquelle il rejoint l'équipe des Kobe Steel Kobelco Steelers au Japon. De 2008 à 2015, il dirige aussi la Western Province.
Il est nommé sélectionneur des Springboks le 12 avril 2016. Malgré une première année difficile, marquée par huit défaites en douze tests-matches, il est confirmé à son poste par sa fédération en février 2017. Deux changements sont cependant effectués dans son staff, puisque Franco Smith est nommé entraîneur des arrières, en remplacement de Mzwandile Stick, et que Brendan Venter devient le nouvel entraîneur chargé de la défense, à la place de JP Ferreira. En février 2018, la fédération sud-africaine de rugby et Allister Coetzee décident de mettre un terme à leur relation.

### Bilan avec les Springboks et la Namibie
| Année | Sélection      | Tournoi                   | Poste         | Classement IRB à la fin de l'année | Tournoi         | Coupe du monde    |
| ----- | -------------- | ------------------------- | ------------- | ---------------------------------- | --------------- | ----------------- |
| 2004  | Afrique du Sud | Tri-nations               | Arrières      | 4e                                 | Vainqueur       | -                 |
| 2005  | Afrique du Sud | Tri-nations               | Arrières      | 2e                                 | 2e              | -                 |
| 2006  | Afrique du Sud | Tri-nations               | Arrières      | 4e                                 | 3e              | -                 |
| 2007  | Afrique du Sud | Tri-nations               | Arrières      | 1er                                | 3e              | Champion du monde |
| 2016  | Afrique du Sud | The Rugby Championship    | Sélectionneur | 6e                                 | 3e              | -                 |
| 2017  | Afrique du Sud | The Rugby Championship    | Sélectionneur | 6e                                 | 3e              | -                 |
| 2021  | Namibie        | Coupe d'Afrique 2021-2022 | Sélectionneur | 24e                                | 1er du Groupe A | -                 |
| 2021  | Namibie        | Coupe d'Afrique 2021-2022 | Sélectionneur |                                    |                 | -                 |

## Palmarès
- Coupe d'Afrique 2000
- Currie Cup en 2012 et 2014
- Coupe du monde en 2007 (Entraîneur-adjoint)
- Tri-nations 2004 (Entraîneur-adjoint)